# KkStB 47 sorozat
A kkStB 47 sorozat egy tehervonati szerkocsisgőzmozdony-sorozat volt a Császári és Királyi Osztrák Államvasutaknál ( k.k. österreichische Staatsbahnen, kkStB), amely mozdonyok eredetileg az Erzsébet császárné vasúttól (E Kaiserin Elisabeth-Bahn, KEB) származtak.

## Története
Az összesen 69 db mozdonyt a Sigl, a Bécsújhelyi Mozdonygyár, a Steg és a Krauss linzi mozdonygyára szállította 1867-1884 között, részben még a KEB-nek, ahol a IV sorozatba, részben már az államosítás következtében egyenesen a kkStB-nek, ahol pedig a 47 sorozatba osztották be őket. A mozdonyok meglétük alatt különböző kazánokkal lettek felszerelve (lásd a táblázatot).
Az első világháború után a Jugoszláv Államvasutakhoz (JDŽ) és a Lengyel Államvasutakhoz (PKP) kerültek mozdonyok a sorozatból, ahol azonban selejtezték őket anélkül, hogy besorolták volna őket. További  mozdonyok az Olasz Államvasutakhoz (FS) az FS 222 sorozatba és még 50 db az Osztrák Szövetségi Vasutakhoz (BBÖ) került, főként tolatási szolgálatra.
Az Anschluss után a Német Birodalmi Vasút (DRB) még három mozdonyt osztott be az 53.7101-7103 pályaszámok alá.
Ezek a mozdonyok még 1953-ban a BBÖ-nél új besorolást kaptak és csak 1958-ban selejtezték őket.
| KEB IV kkStB 47 sorozat BBÖ 47 sorozat FS 222 sorozat ÖBB 53 sorozat | KEB IV kkStB 47 sorozat BBÖ 47 sorozat FS 222 sorozat ÖBB 53 sorozat | KEB IV kkStB 47 sorozat BBÖ 47 sorozat FS 222 sorozat ÖBB 53 sorozat | KEB IV kkStB 47 sorozat BBÖ 47 sorozat FS 222 sorozat ÖBB 53 sorozat | KEB IV kkStB 47 sorozat BBÖ 47 sorozat FS 222 sorozat ÖBB 53 sorozat | KEB IV kkStB 47 sorozat BBÖ 47 sorozat FS 222 sorozat ÖBB 53 sorozat |
| Műszaki adatok                                                       | Műszaki adatok                                                       | Műszaki adatok                                                       | Műszaki adatok                                                       | Műszaki adatok                                                       | Műszaki adatok                                                       |
|                                                                      | Brotan-kazán 1901                                                    | Kazán 1885                                                           | Kazán 1896                                                           | Kazán 1899                                                           |                                                                      |
| -------------------------------------------------------------------- | -------------------------------------------------------------------- | -------------------------------------------------------------------- | -------------------------------------------------------------------- | -------------------------------------------------------------------- | -------------------------------------------------------------------- |
| Jelleg:                                                              | Cn2                                                                  | Cn2                                                                  | Cn2                                                                  | Cn2                                                                  |                                                                      |
| Hossz:                                                               | 10 401 mm                                                            | 10 401 mm                                                            | 10 401 mm                                                            | 10 401 mm                                                            |                                                                      |
| Hajtókerék-átmérő:                                                   | 1258 mm                                                              | 1258 mm                                                              | 1258 mm                                                              | 1258 mm                                                              |                                                                      |
| Csatolt kerekek tengelytávolsága:                                    | 3160 mm                                                              | 3160 mm                                                              | 3160 mm                                                              | 3160 mm                                                              |                                                                      |
| Össztengelytávolság:                                                 | 3160 mm                                                              | 3160 mm                                                              | 3160 mm                                                              | 3160 mm                                                              |                                                                      |
| Tengelytávolság szerkocsival:                                        | 10 530 mm                                                            | 10 530 mm                                                            | 10 530 mm                                                            | 10 530 mm                                                            |                                                                      |
| Üres tömeg:                                                          | 36,7 t                                                               | 34,6 t                                                               | 34,6 t                                                               | 34,6 t                                                               |                                                                      |
| Tapadási tömeg:                                                      | 40,2 t                                                               | 38,5 t                                                               | 38,5 t                                                               | 38,5 t                                                               |                                                                      |
| Szolgálati tömeg:                                                    | 40,2 t                                                               | 38,5 t                                                               | 38,5 t                                                               | 38,5 t                                                               |                                                                      |
| Hengerek száma:                                                      | 2                                                                    | 2                                                                    | 2                                                                    | 2                                                                    |                                                                      |
| Hengerátmérő:                                                        | 435 mm                                                               | 435 mm                                                               | 435 mm                                                               | 435 mm                                                               |                                                                      |
| Dugattyúlöket:                                                       | 632 mm                                                               | 632 mm                                                               | 632 mm                                                               | 632 mm                                                               |                                                                      |
| Tűzcsövek száma:                                                     | 205                                                                  | 186                                                                  | 186                                                                  | 188                                                                  |                                                                      |
| Csőfűtőfelület:                                                      | 137,5 m²                                                             | 106,7 m²                                                             | 124,5 m²                                                             | 125,5 m²                                                             |                                                                      |
| Sugárzó fűtőfelület:                                                 | 11,0 m²                                                              | 7,5 m²                                                               | 8,6 m²                                                               | 9,3 m²                                                               |                                                                      |
| Rostélyfelület:                                                      | 1,85 m²                                                              | 1,50 m²                                                              | 1,85 m²                                                              | 1,82 m²                                                              |                                                                      |
| Gőznyomás:                                                           | 10 atm                                                               | 10 atm                                                               | 9 /10 atm                                                            | 9 /10 atm                                                            |                                                                      |
| Szerkocsi típusa:                                                    | 8, 10, 18, 22, 31, 34, 36, 40, 66                                    | 8, 10, 18, 22, 31, 34, 36, 40, 66                                    | 8, 10, 18, 22, 31, 34, 36, 40, 66                                    | 8, 10, 18, 22, 31, 34, 36, 40, 66                                    |                                                                      |
| Legnagyobb sebesség:                                                 | 50 km/h                                                              | 50 km/h                                                              | 50 km/h                                                              | 50 km/h                                                              |                                                                      |

## Megőrzött mozdonyok

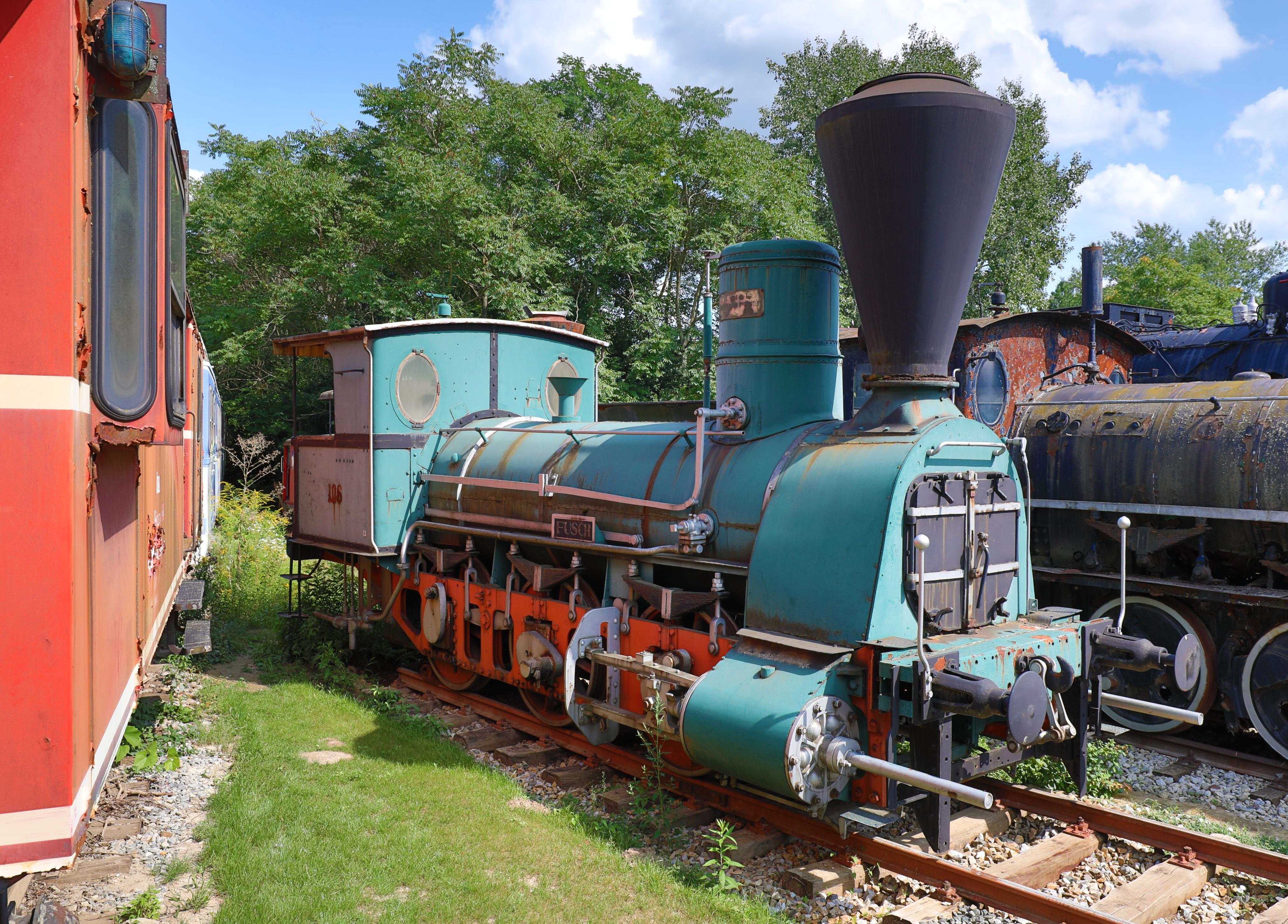
KkStB 47.17

| Pályaszám | Gyártási év | Állapot         | Tulajdonos/Hely                                     |
| --------- | ----------- | --------------- | --------------------------------------------------- |
| 47.17     | 1868        | működésképtelen | Technisches Museum Bécs / Eisenbahnmuseum Strasshof |

## Fordítás
Ez a szócikk részben vagy egészben  a   kkStB 47 című német Wikipédia-szócikk fordításán alapul.  Az eredeti cikk szerkesztőit annak laptörténete sorolja fel. Ez a jelzés csupán a megfogalmazás eredetét és a szerzői jogokat jelzi, nem szolgál a cikkben szereplő információk forrásmegjelöléseként.